# Lubiatówko (jezioro)
Lubiatówko (Pawle, Wyspy, Lubiatówka) – jezioro położone w Puszczy Noteckiej, ok. 18 km na południowy zachód od Drezdenka, w gminie Drezdenko, w powiecie strzelecko-drezdeneckim województwa lubuskiego.

## Charakterystyka
Najbliższą wsią jest oddalony o ok. 4 km na północny zachód Gościm. Na północny zachód od jeziora przebiega droga wojewódzka nr 158 Drezdenko-Skwierzyna. Obok jeziora prowadzi turystyczny szlak pieszy  z Sowiej Góry do Drezdenka.
Jezioro Lubiatówko traktowane jest przez niektóre źródła jako część Jeziora Solecko, z którym połączone jest przewężeniem. Powstały tu rezerwaty przyrody: Czaplenice, Łabędziniec i Lubiatowskie Uroczyska.

## Dane morfometryczne
Jezioro Lubiatówko klasyfikuje się w II klasie czystości (rok badania 1995). Dno mało urozmaicone, z jednym głęboczkiem w południowej części, brzegi wysokie, zalesione. Akwen posiada aż pięć wysp o powierzchni 3 ha.

## Galeria

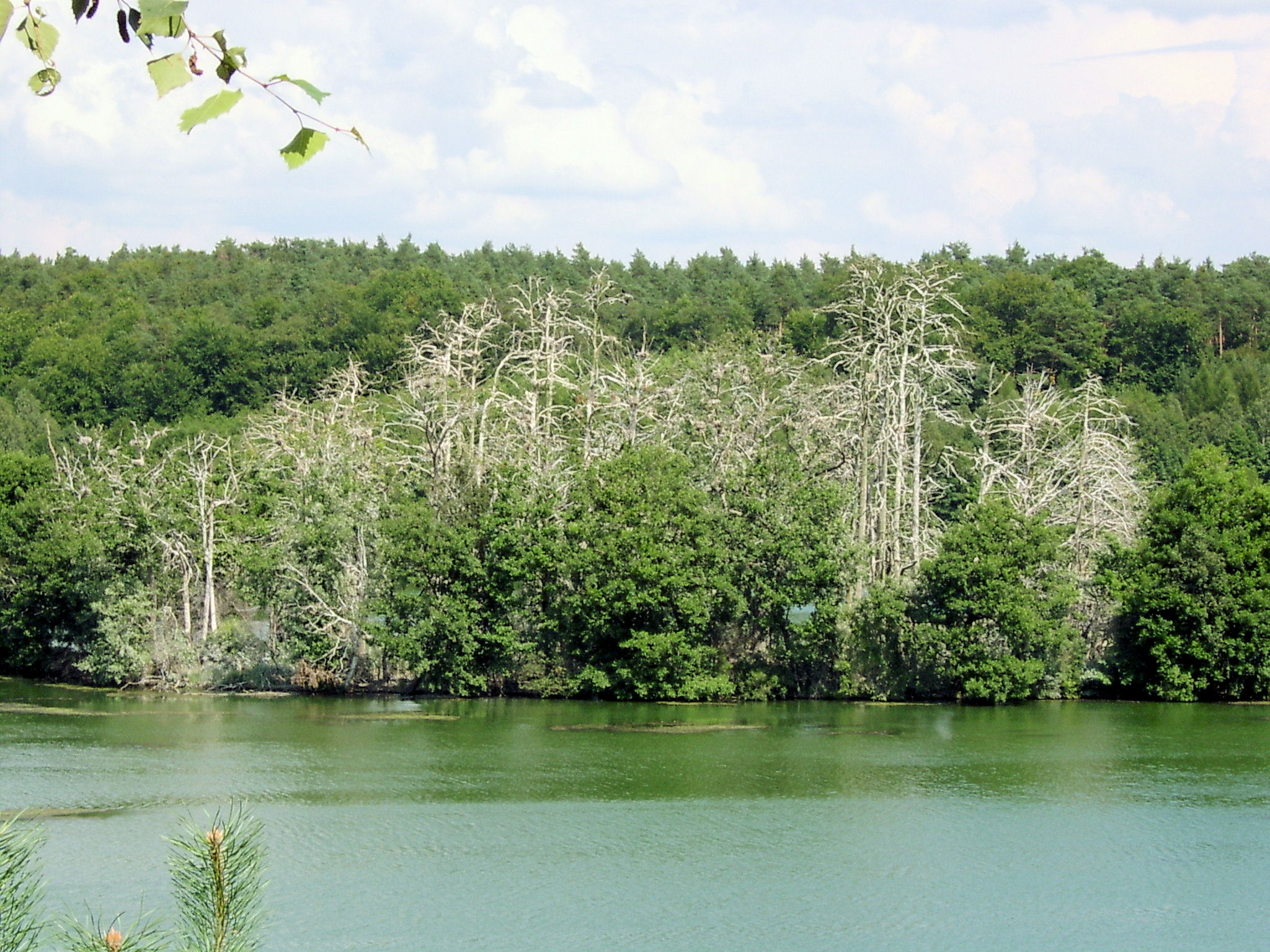
Wyspa Kormoranów – rezerwat Łabędziniec
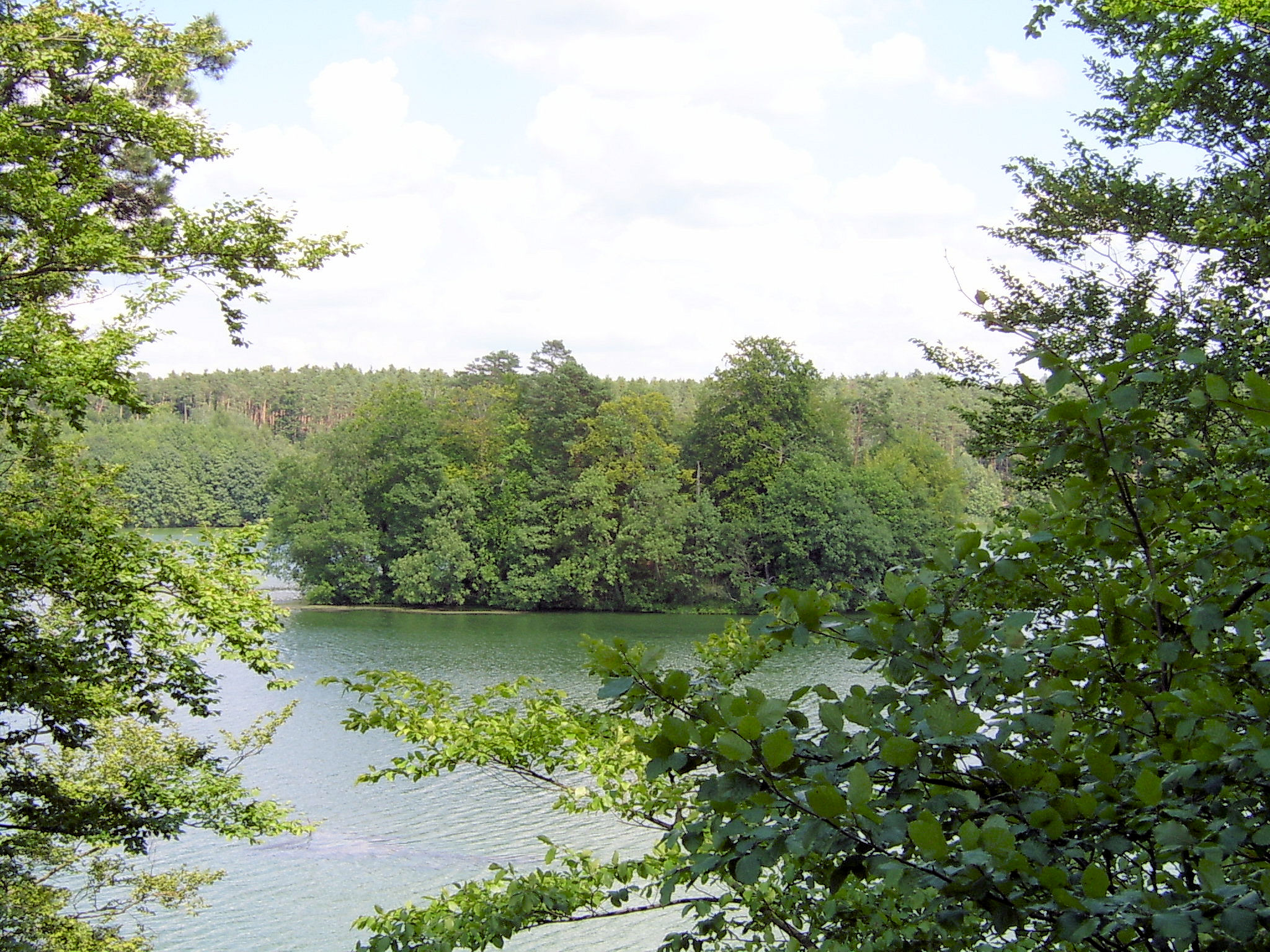
Lubiatówko – wyspa
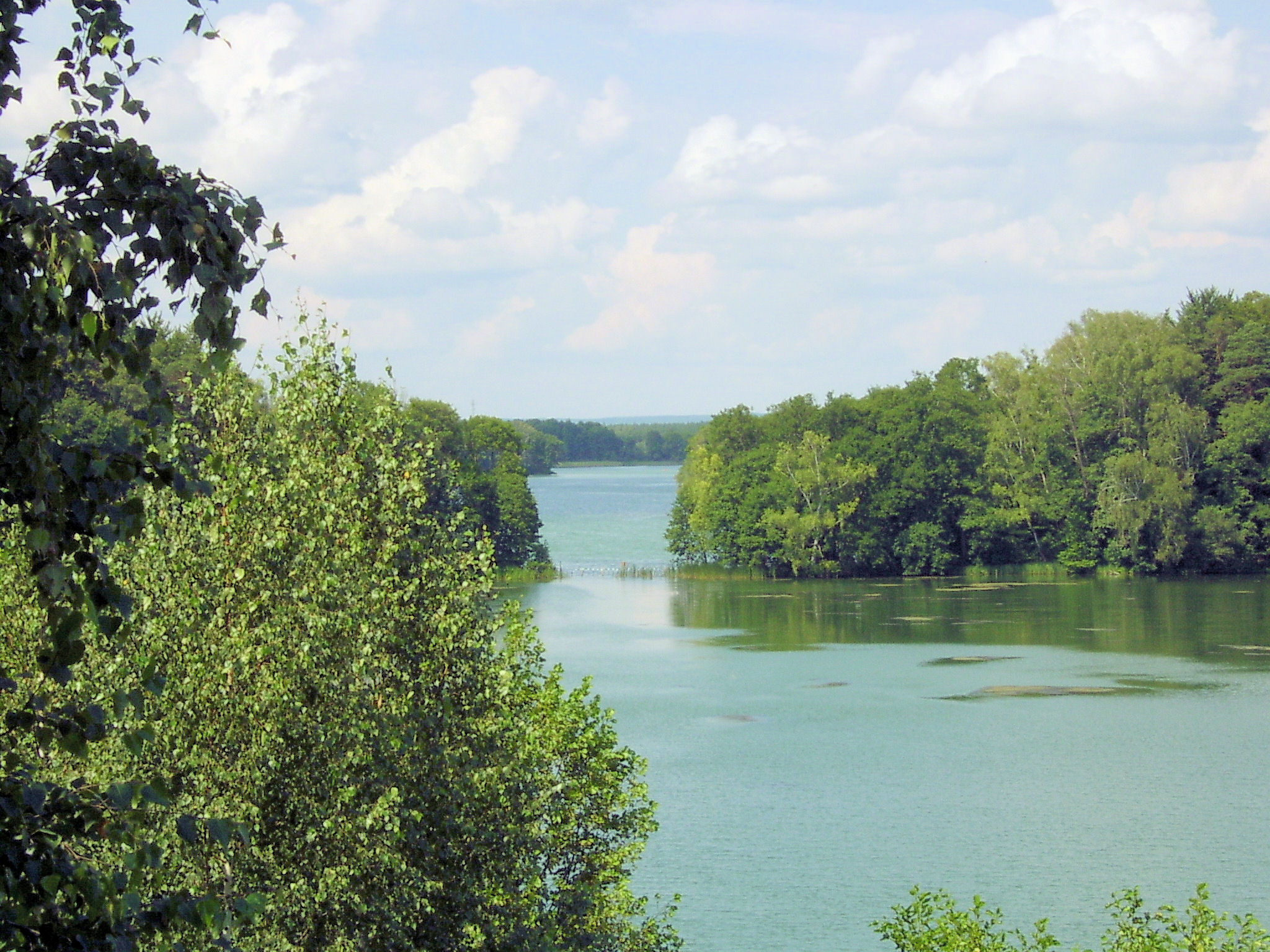
Na półwyspie między jeziorami Solecko (w głębi) i Lubiatówko (bliżej) – rezerwat Czaplenice
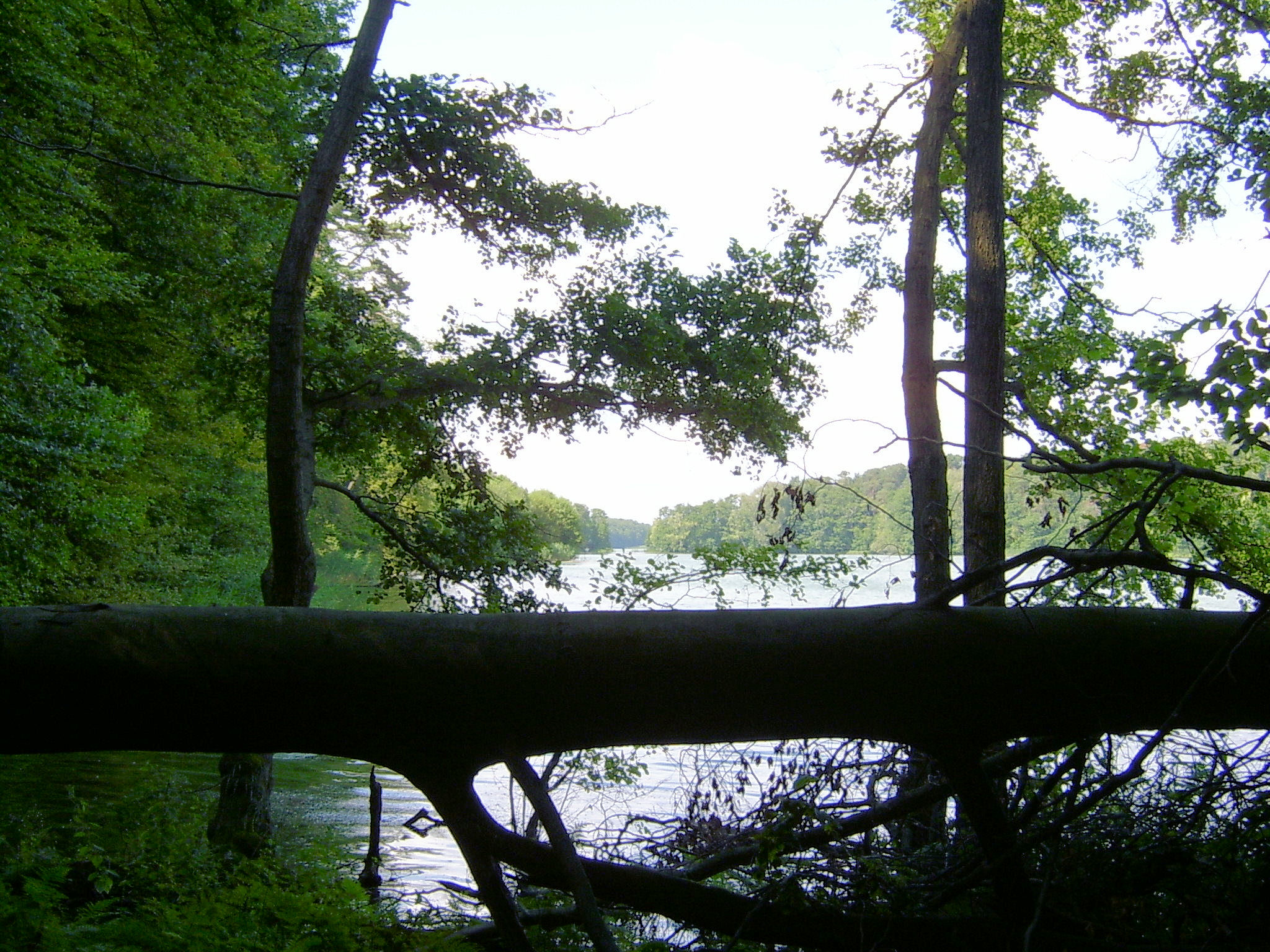
Lubiatówko – rezerwat Lubiatowskie Uroczyska